# Noty tyrońskie
Zasugerowano, aby zintegrować ten artykuł z artykułem Tachygrafia (dyskusja). Nie opisano powodu propozycji integracji.

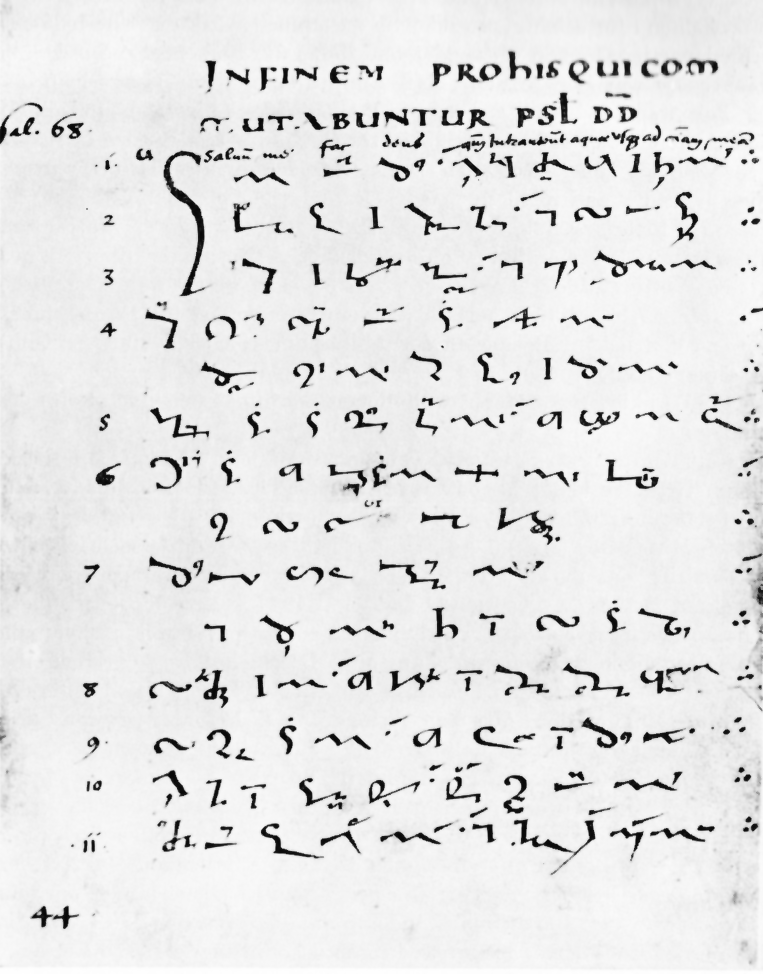
Psalm 68 zapisany notami tyrońskimi

Noty tyrońskie – posługujący się wieloma skrótami system szybkiego pisania, który pojawił się w ostatnich latach republiki rzymskiej.

## Pochodzenie
Według Plutarcha, opracował je Tullius Tiro (Tyron), sekretarz Marka Tulliusza Cycerona (106–43 przed Chr.). By móc wiernie notować mowy swego pryncypała, Tyron wymyślił rodzaj współczesnej stenografii. Specjalne skróty zastosowane przez Tyrona nazwano notami tyrońskimi. Istnieje również wersja przypisująca wynalezienie systemu szybkiego pisania – a tym samym i skrótów – poecie Enniusowi.

## Zastosowanie
System Tyrona zyskał wielką popularność, posługiwali się nim pisarze zapisujący mowy urzędników występujących na zebraniach ludowych i w senacie, mowy, w których poruszano kwestie prawne i które niejednokrotnie same stawały się podstawą dla nowych praw. Pisarzy owych, z racji posługiwania się przez nich notami tyrońskimi zwano notariuszami. Pod koniec dawnej ery not było już około pięciu tysięcy, a zadania ich spisania podjął się Seneka Starszy (55 r. przed Chr. – ok. 40 r. po Chr.).
Noty były mocno przetworzonymi i skrajnie uproszczonymi literami bądź fragmentami liter, z których pozostawał często jeden charakterystyczny element. Końcówki fleksyjne oznaczano poprzez układ kropek i przecinków o znaczeniu zależnym od położenia względem sąsiedniej litery. Do średniowiecznych systemów brachygraficznych weszło tylko kilka znaków wywodzących się z not tyrońskich. Dały one natomiast początek średniowiecznemu systemu skracania wyrazów poprzez znaki specjalne.
Współcześnie znak ⁊, który pochodzi z not tyrońskich, jest używany w języku irlandzkim (w którym jest znany jako agus) oraz gaelickim szkockim (w którym jest znany jako agusan, wym. w IPA: agəsan) jako odpowiednik ligatury &.

## Kodowanie
| Znak                   | ⁊                | ⁊                | ⹒                        | ⹒                        |
| ---------------------- | ---------------- | ---------------- | ------------------------ | ------------------------ |
| Nazwa w Unikodzie      | Tironian Sign Et | Tironian Sign Et | Tironian Sign Capital Et | Tironian Sign Capital Et |
| Kodowanie              | dziesiątkowo     | szesnastkowo     | dziesiątkowo             | szesnastkowo             |
| Unicode                | 8266             | U+204A           | 11858                    | U+2E52                   |
| UTF-8                  | 226 129 138      | e2 81 8a         | 226 185 146              | e2 b9 92                 |
| Odwołania znakowe SGML | &#8266;          | &#x204A;         | &#11858;                 | &#x2E52;                 |